# Анна София фон Саксония-Гота-Алтенбург
Анна София фон Саксония-Гота-Алтенбург (на немски: Anna Sophie von Sachsen-Gotha-Altenburg; * 22 декември 1670, Гота; † 28 декември 1728, Рудолщат) от рода на Ернестинските Ветини, е принцеса от Саксония-Гота-Алтенбург и първата княгиня на Шварцбург-Рудолщат.

## Произход
Тя е най-възрастната дъщеря на херцог Фридрих I фон Саксония-Гота-Алтенбург (1646 – 1691) и първата му съпруга Магдалена Сибила фон Саксония-Вайсенфелс (1648 – 1681), дъщеря на херцог Август фон Саксония-Вайсенфелс.

## Фамилия
Анна София се омъжва на 15 октомври 1691 г. в дворец Фриденщайн в Гота за Лудвиг Фридрих I от Шварцбург-Рудолщат (1667 – 1718), граф на Хонщайн, от 1710 г. управляващ княз на Шварцбург-Рудолщат. Той е единственият син на граф Алберт Антон фон Шварцбург-Рудолщат (1641 – 1710) и графиня Емилия Юлиана фон Барби-Мюлинген (1637 – 1706), дъщеря на граф Албрехт Фридрих фон Барби-Мюлинген. Двамата имат 13 деца:
- Фридрих Антон I (1692 – 1744), княз на Шварцбург-Рудолщат
- Амалия Магдалена (*/† 1693)
- София Луиза (1693 – 1776)
- София Юлияна (1694 – 1776), монахиня в манастир Гандерсхайм
- Вилхелм Лудвиг (1696 – 1757)
- Христина Доротея (1697 – 1698)
- Албрехт Антон (1698 – 1720), убит в битка при Палермо на 24 март 1720
- Емилия Юлияна (1699 – 1774)
- Анна София (1700 – 1780), ∞ 1723 херцог Франц Йосиас фон Саксония-Кобург-Заалфелд (1697 – 1764)
- Доротея София (1706 – 1737)
- Луиза Фридерика (1706 – 1787)
- Магдалена Сибила (1707 – 1795), монахиня в манастир Гандерсхайм
- Лудвиг Гюнтер II (IV) (1708 – 1790), княз на Шварцбург-Рудолщат